# نيستور كيرول
نيستور كيرول (بالإسبانية: Néstor Querol Mateu)‏ هو لاعب كرة قدم إسباني، ولد في 21 سبتمبر 1987 في كاستيون دي لا بلانا في إسبانيا. لعب مع نادي ساباديل.

## وصلات خارجية
- نيستور كيرول على موقع قاعدة بيانات كرة القدم.إي يو (الإنجليزية)
- نيستور كيرول على موقع Soccerway.com (الإنجليزية)